# Белая уточка
«Белая уточка» — русская народная сказка, записана фольклористом А. Н. Афанасьевым и входит во второй том его сборника «Народные русские сказки» под № 265.
По системе классификации сказочных сюжетов Аарне-Томпсона относится к индексу 403 «Подмененная жена»: падчерица становится женой царя; мачеха подменяет ее своей дочерью, царицу обращает в уточку, умерщвляет ее детей (ребенка); плачущую мать-уточку узнает царь, она снова принимает человеческий облик, ее дети оживают; ведьму-мачеху наказывают. 
К этому же индексу отнесены также сказки «Буренушка», «Купеческая дочь и служанка», «Царевна — серая утица» из сборника А. Афанасьева.
Сказка печаталась в сборниках сказок и отдельно в СССР и России, а также издана в виде аудиосказки. Была переведена на английский язык Робертом Бейном, Натаном Доулом и Эндрю Лэнгом (в его книге The Yellow Fairy Book).

## Сюжет
Сказка записана в Курской губернии.
Один князь женился на прекрасной княжне, но не успев провести с ней много времени, был вынужден отправляться в дальний путь. Перед отъездом он строго предупредил жену, чтобы она не покидала дом и не слушала ничьих дурных советов. Но злая ведьма заманила её в сад и уговорила искупаться в пруду. Превратив княжну в белую уточку, сама надела её одежды и ждала встречи с князем.
Вернувшийся князь не распознал в жене переодевшуюся ведьму. Белая уточка тем временем снесла яйца и выходила утят, которых решила уничтожить ведьма. Ей это удалось, а князь заметил, как белая уточка их оплакивает. Почуяв неладное и поймав уточку, он произнёс волшебные слова, и она вновь стала его настоящей женой. Ведьму же разметали на части по полю, привязав к лошадиному хвосту — от неё не осталось ни следа, ни памяти!
Эта сказка учит ценить любовь, преданность и семейные узы. Она демонстрирует умение разглядеть обман в своём окружении, и показывает, что добро всегда побеждает зло.